# Kamieniołom im. Jana Pawła II
Kamieniołom im. Jana Pawła II – piwnice budynku plebanii parafii św. Józefa w Krakowie-Podgórzu pełniące funkcję miejsca imprez kulturalnych i rozrywkowych. Pomieszczenia podziemne zostały w większej części wykute w skale wapiennej i przekryte kolebkowymi sklepieniami ceglanymi o wysokości około 2 m.

## Historia powstania
Budynek plebanii parafii św. Józefa wzniesiony został w wyrobisku dawnego kamieniołomu, jego najstarsze fragmenty pochodzą z przełomu XVII i XVIII wieku. Miejsce to pierwotnie było karczmą z miejscami noclegowymi, stajnią i wodopojem dla koni – z dużymi podziemiami stanowiące miejsce składowania jedzenia, napojów i opału. Po erygowaniu parafii w 1818 roku budynki dotychczasowego zajazdu zostały częściowo adaptowane na potrzeby plebanii oraz gimnazjum. W związku z trudnym dostępem oraz brakiem właściwej kanalizacji i wentylacji piwnice w dużej mierze uległy zawilgoceniu i zagrzybieniu. Dodatkowo podział budynków dawnego zajazdu pomiędzy szkołę a parafię spowodował, że do części piwnic leżących pod plebanią dostęp był jedynie ze strony gimnazjum.
Po objęciu parafii przez ks. Franciszka Kołacza w 1978 roku podjęto decyzje o poddaniu piwnic remontowi i połączeniu ich w jedną całość tak, aby można było je wykorzystywać na działalność katechetyczno-kulturalną. Projektem adaptacji zajął się Zbigniew Jankowski, według jego projektu wszystkie pomieszczenia pogłębiono, odwodniono i osuszono, dobudowano zaplecze sanitarno-gospodarcze, a przede wszystkim wszystkie sale zostały połączone i umożliwiono do nich dostęp z plebanii. Prace konserwatorskie zbiegły się z okresem gdy zwierzchnikiem Kościoła Katolickiego został Jan Paweł II nawiązując do tego wydarzenia oraz do pierwotnego zastosowania miejsca, zespół sal nazwany został Kamieniołomem im. Jana Pawła II.
Otwarcie i poświęcenie piwnic miało miejsce 25 marca 1980 r., którego dokonał Franciszek Macharski. Otwarcie poprzedziła msza, a w uroczystościach wzięli udział liczni goście wśród których byli m.in. konsulowie Francji i USA. Odbył się również występ chóru Organum, oraz prelekcja Marka Skwarnickiego na temat pontyfikatu Jana Pawła II. Równocześnie w Kamieniołomie, jako pierwszy, odbył się wernisaż wystawy fotograficznej Adama Bujaka „Polski Papież”. Wydarzenie to było relacjonowane przez Radio watykańskie.
Po ogłoszeniu stanu wojennego, kamieniołom stał się schronieniem i miejscem formacji dla zdelegalizowanych struktur „Solidarności”. Tutaj zbierano i wymieniano informacje o aresztowaniach, internowaniach pobiciach opozycjonistów. Działał tutaj także zespół samopomocy, który organizował paczki dla poszkodowanych i ich rodzin. Powstała także grupa samopomocy w pracach remontowych i naprawczych.
W drugiej połowie 80 XX wieku Kamieniołom stał się podziemnym teatrem, galerią sztuki, wspólnotą pieśni i słowa. Odbywały się tu prezentacje prac, występy, spotkania (m.in. wystawy „Twórczość więźniów i internowanych” czy Poczty Niezależnej Solidarność), których nie dopuściłaby do formalnego obiegu cenzura obowiązująca w PRL.
Swoje wystawy fotograficzne mieli tutaj Adam Bujak i Stanisław Markowski. W Piwnicach plebanii organizowano także różnego typu spotkania, imprezy dla dzieci i młodzieży.

## Obecne działania w Kamieniołomie
W kamieniołomie działa kierowany przez Katarzynę Cygan impresariat Scena w Kamieniołomie organizujący koncerty gwiazd polskiej muzyki jazzowej i bluesowej.
Piwnice służą także chórom działającym przy parafii św. Józefa, oraz Stowarzyszeniu Wiosna odpowiadającemu za organizację akcji Szlachetna Paczka.